# Saint-Germain-des-Prés Café 6
Albums de Various
Saint-Germain-des-Prés Café IV Saint-Germain-des-Prés Café 7
Saint-Germain-des-Prés Café volume 6 est la sixième compilation Saint-Germain-des-Prés Café parue en 2005.

## Liste des titres
| No  | Titre                                         | Auteur                              | Durée |
| --- | --------------------------------------------- | ----------------------------------- | ----- |
| 1.  | Devil May Care                                | Jamie Cullum                        |       |
| 2.  | Stuck On Jazz                                 | Doctor Abstract                     |       |
| 3.  | Get A Move On                                 | Mr Scruff                           |       |
| 4.  | Playground Games (Diesler Mix)                | Tm Juke                             |       |
| 5.  | Feeling Good                                  | The Mighty Bop                      |       |
| 6.  | All I Need (featuring Lisa Bassenge)          | Re:Jazz                             |       |
| 7.  | Good & Bad (featuring Ed Thigpen)             | Povo                                |       |
| 8.  | Flat Foot                                     | Horne Singers                       |       |
| 9.  | Get There                                     | Benny Sings                         |       |
| 10. | This Is What You Are                          | Was-A-Bee                           |       |
| 11. | Roughneck                                     | Eddie Roberts                       |       |
| 12. | 1958                                          | Skalpel                             |       |
| 13. | La Monostéréologie (Riding Giant Mix)         | Minigroove Orchestra                |       |
| 14. | Keep You Kimi                                 | Hird                                |       |
| 15. | In The Still Of The Night                     | Stacey Kent                         |       |
| 16. | Back In Your Own Back Yard                    | Madeleine Peyroux & William Galison |       |
| 17. | One Day (Song for Jared)                      | Two Banks of Four                   |       |
| 18. | Cantaloop Island (featuring Tassel & Naturel) | DJ Cam                              |       |